# Axl Rotten
Brian Knighton (Baltimora, 21 aprile 1971 – Linthicum, 4 febbraio 2016) è stato un wrestler statunitense.
Meglio conosciuto con il ring name Axl Rotten, è noto per aver lottato nella Extreme Championship Wrestling dal 1993 al 1999.

## Biografia

### Carriera

#### Circuito indipendente (1986–1993)
Knighton venne allenato da Ricky Lawless in una palestra situata a Baltimora, e ricevette in seguito un allenamento aggiuntivo da parte di Joey Maggs. Debuttò nel mondo del wrestling all'età di 17 anni lottando nel circuito indipendente, adottando il ring name "Axl Rotten", un miscuglio tra i nomi dei rocker Axl Rose e Johnny Rotten. Rotten vinse il primo titolo lottando in coppia con Lawless nella Star Cavalcade Wrestling durante l'estate del 1988. Successivamente succedette a Lawless come campione heavyweight della compagnia, battendo The Psycho il 30 novembre 1988.
All'inizio degli anni novanta, si occupò dell'allenamento di Ian Rotten, con il quale formò un tag team, fingendosi fratelli. Il duo, conosciuto come "The Bad Breed", lottò principalmente nella Mid-Eastern Wrestling Federation. In seguito, Rotten aprì la propria federazione di wrestling nel Maryland, la Universal Independent Wrestling. La compagnia aveva tra i suoi affiliati i The Bad Breed, Bam Bam Bigelow e Scotty The Body. La federazione ebbe però vita breve, e chiuse i battenti a metà degli anni novanta.
Dal 1991 al 1993, Axl e Ian Rotten lottarono per breve tempo nella Global Wrestling Federation (GWF) in Texas. Mentre erano in GWF, Axl vinse sia il GWF Commonwealth Title che il GWF Tag Team Championship, insieme a Ian Rotten.

#### World Championship Wrestling (1991)
Nel 1991, Rotten ebbe un breve stint nella World Championship Wrestling (WCW), dove ebbe un feud con P.N. News. Durante questo periodo in WCW, Rotten fece amicizia con Paul E. Dangerously, futuro proprietario della Extreme Championship Wrestling.

#### Extreme Championship Wrestling (1993–1999)
Nel 1993, i Bad Breed furono ingaggiati da Paul Heyman, all'epoca booker della Extreme Championship Wrestling (ECW). Il tag team militò nella compagnia fino al ppv November to Remember del 1994, quando la coppia perse un match contro i The Pit Bulls che aveva come stipulazione la separazione del tag team perdente. Entrambi i fratelli Rotten si incolparono l'un l'altro della sconfitta ed iniziarono una rivalità che Pro Wrestling Illustrated nominò "feud of the year" per il 1995. Gli ex compagni di coppia lottarono il loro primo match uno contro l'altro in ECW al ppv Double Tables svoltosi il 4 febbraio 1995, dove Ian schienò Axl. Si scontrarono nuovamente in vari match hardcore nei seguenti diciassette mesi, combattendo in incontri "hair versus hair" e "barbed wire baseball bat, barbed wire chair". Il feud ebbe fine il 1º luglio 1995 al ppv Hardcore Heaven 1995 quando Axl sconfisse Ian in un sanguinosissimo "Taipei Death Match" (in cui le mani dei wrestler sono ricoperte da cocci di vetro incollati) divenuto celebre. I Bad Breed si riconciliarono in seguito e i due tornarono a lottare in coppia all'inizio del 1996.
Nel 1996 lottò anche come singolo nella divisione Heavyweight della ECW. Nel 1997, formò un tag team insieme a Balls Mahoney chiamato The Hardcore Chair Swingin' Freaks e lottò insieme con Spike Dudley e New Jack contro i Dudley Boyz. Mahoney & Rotten fecero coppia fino al 1999, scontrandosi occasionalmente anche l'uno contro l'altro.

#### Ritorno al circuito indipendente (1999–2014)
Rotten lasciò la ECW nel 1999 e andò a lottare nella Xtreme Pro Wrestling e nella Frontier Martial Arts Wrestling in Giappone. Quindi, a partire dai primi anni 2000, limitò l'attività a federazioni minori facenti parte del circuito indipendente.
Prese parte all'evento ECW Hardcore Homecoming del 10 giugno 2005, riunendosi con Ian Rotten in un match di coppia perso contro i The Gangstanators. All'evento successivo, November Reign, del 6 novembre 2005, Rotten sconfisse nuovamente Ian Rotten in un altro Taipei Death match. Inoltre, il 28 aprile 2012 Rotten partecipò all'evento Extreme Reunion, affrontando Balls Mahoney.

#### World Wrestling Entertainment (2005)
Nel giugno 2005, Rotten fu temporaneamente ingaggiato dalla World Wrestling Entertainment in occasione del pay-per-view tributo alle ECW, One Night Stand. Egli debuttò in WWE durante la puntata di Raw del 6 giugno 2005, dividendo il ring con molti altri veterani della ECW. A One Night Stand il 12 giugno 2005, Rotten, Balls Mahoney e Kid Kash si scontrarono con i Blue World Order prima del main event della serata. Successivamente, in WWE lottò in svariati dark match nel luglio 2005, prima di lasciare la federazione alla scadenza del suo contratto.

#### Total Nonstop Action Wrestling (2010)
L'8 agosto 2010, Axl Rotten ha fatto un'apparizione nella Total Nonstop Action Wrestling in occasione dello show tributo alla ECW Hardcore Justice. Rotten lottò in coppia con Kahoneys (Balls Mahoney), perdendo contro il Team 3D in un "South Philadelphia Street Fight Match".

### Morte
Il 4 febbraio 2016 Knighton è stato rinvenuto cadavere dalla polizia nel bagno di un McDonald's vicino all'hotel in cui alloggiava a Linthicum. L'autopsia ha dimostrato che la causa del decesso di Knighton è stata un'overdose di eroina. Dieci ore prima, aveva mandato il suo ultimo tweet: "The way I do things may not be the way you do things but you will find out there is only 1 way. My away! (sic) #AxIsTruth" (tradotto in italiano: "Il mio modo di fare le cose potrebbe non essere il vostro, ma scoprirete che c'è solo un modo, il mio!").

## Personaggio

### Mosse finali
- SST - Sever Skull Trauma (Inverted brainbuster)

### Musiche d'ingresso
- Antichrist Superstar dei Marilyn Manson (ECW)
- The Beautiful People dei Marilyn Manson (ECW)
- Cake and Sodomy dei Marilyn Manson (ECW)
- Fight For Your Right dei Beastie Boys (ECW)
- Hair of the Dog dei Guns N' Roses (ECW)
- Get Your Gunn dei Marilyn Manson (ECW)
- Kick Out the Jams, cover degli MC5 reinterpretata dai Monster Magnet (ECW)
- Sweet Dreams dei Marilyn Manson (ECW)

## Titoli e riconoscimenti
- AAWA
  - AAWA Heavyweight Championship (1)
- Allied Powers Wrestling Federation 
  - APWF Heavyweight Championship (1)
- Eastern Wrestling Alliance
  - EWA Hardcore Championship (1)
- Global Wrestling Federation
  - GWF Commonwealth Championship (1)
  - GWF Tag Team Championship (1) - con Ian Rotten
- Independent Wrestling Association Mid-South
  - IWA Mid-South Heavyweight Championship (2)
  - IWA Mid-South Tag Team Championship (2) - con Ian Rotten
- Maryland Championship Wrestling
  - MCW Hall of Fame (Classe 2009)
- Mid-America Wrestling
  - MAW Heavyweight Championship (1)
- Mid-Eastern Wrestling Federation
  - MEWF Heavyweight Championship (2)
  - MEWF Tag Team Championship (1) - con Corporal Punishment
- National Wrestling League
  - NWL Hardcore Championship (1)
  - NWL Tag Team Championship (1) - con Morgus the Maniac
- Pro Wrestling Illustrated
  - 132º tra i 500 migliori wrestler singoli nella PWI 500 (1996)
  - 437º tra i 500 migliori wrestler singoli nella PWI 500 (2003)
  - PWI Feud of the Year (1995) - vs. Ian Rotten
- Star Cavalcade Wrestling
  - SCW Heavyweight Championship (1)
  - SCW Tag Team Championship (1) - con Ricky Lawless
- Universal Independent Wrestling
  - UIW Heavyweight Championship (1)